# Sinocyclocheilus guanduensis
Sinocyclocheilus guanduensis és una espècie de peix cipriniforme de la família dels ciprínids. Es troba a la Xina.